# توماس لويس (طبيب قلب)
السير توماس لويس (بالإنجليزية: Thomas Lewis)‏ (26 ديسمبر 1881 - 17 مارس 1945) هو طبيب قلب بريطاني وهو صاغ مصطلح الأبحاث السريرية. 
ولد لويس في مدينة كارديف، ابن لمهندس التعدين هنري لويس وزوجته كاثرين هانا.